# Елеменка (приток Сабы)
Елеменка — река в России, протекает по Лужскому району Ленинградской области.
Исток — северо-западнее болота Базач. Течёт на запад по незаселённой местности, впадает в Сабу с левого берега у деревни Елемно, в 57 км от устья Сабы. Длина реки составляет 10 км.

## Данные водного реестра
По данным государственного водного реестра России относится к Балтийскому бассейновому округу, водохозяйственный участок реки — Луга от в/п Толмачево до устья. Относится к речному бассейну реки Нарва (российская часть бассейна).
Код объекта в государственном водном реестре — 01030000612102000026299.